# Hrabstwo Pleasants
Hrabstwo Pleasants (ang. Pleasants County) – hrabstwo w stanie Wirginia Zachodnia w Stanach Zjednoczonych. Obszar całkowity hrabstwa obejmuje powierzchnię 134,59 mil² (348,59 km²). Według szacunków United States Census Bureau w roku 2010 miało 7605 mieszkańców.
Hrabstwo powstało w 1851 roku. 

## Miasta

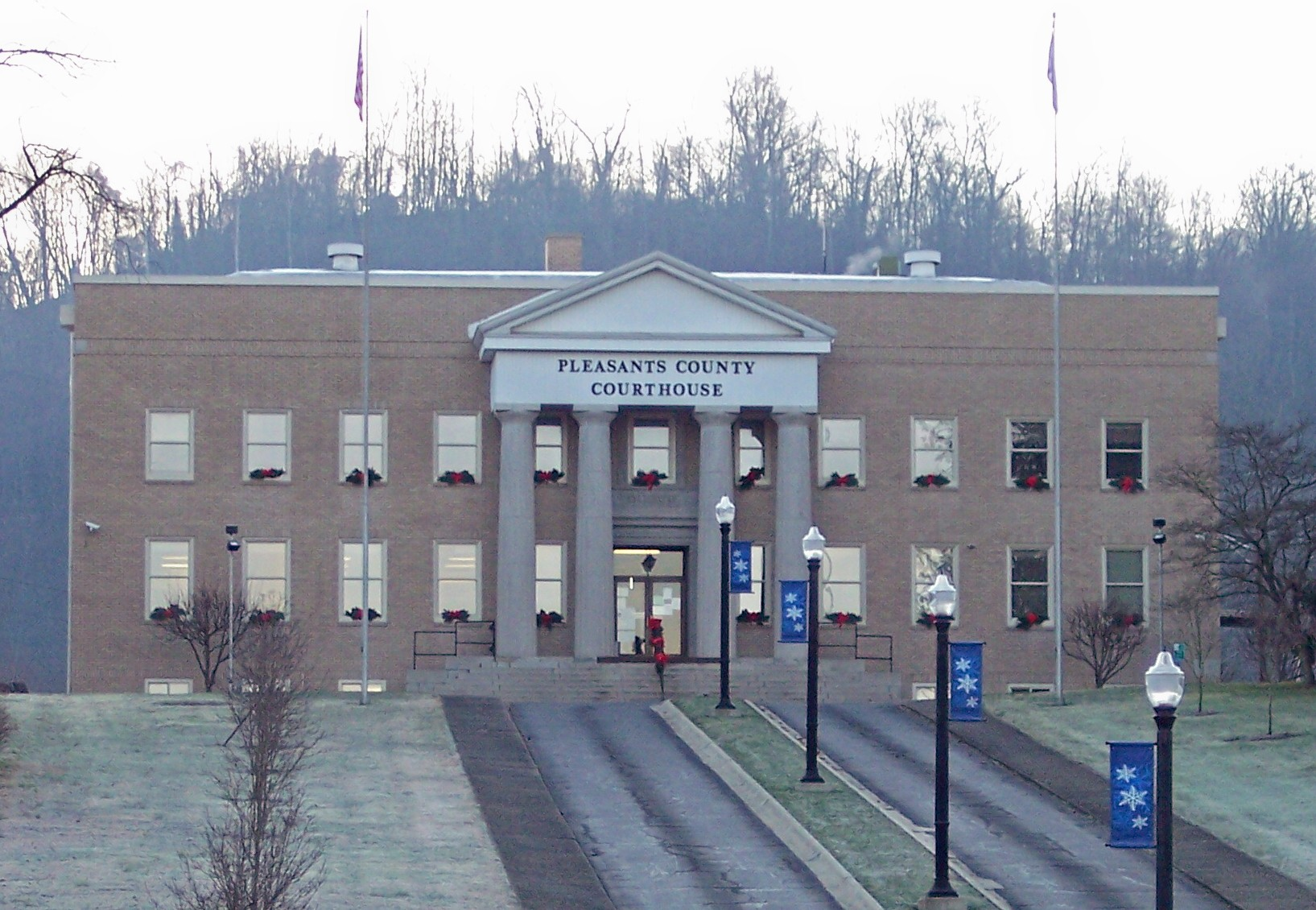
Budynek administracji (courthouse) w Saint Marys

- Belmont
- St. Marys[4]

| Populacja hrabstwa w poprzednich latach | Populacja hrabstwa w poprzednich latach |
| Rok                                     | Liczba ludności                         |
| --------------------------------------- | --------------------------------------- |
| 1980                                    | 8245                                    |
| 1990                                    | 7546                                    |
| 2000                                    | 7514                                    |
| 2010                                    | 7605                                    |